# Pierre-Joseph Proudhon
Pierre-Joseph Proudhon (Besançon, 15 de enero de 1809 - Passy, 19 de enero de 1865), fue un filósofo, político, economista, periodista y revolucionario socialista libertario y anarquista francés y, junto con Bakunin, Kropotkin y Malatesta, uno de los padres del movimiento anarquista histórico y de su primera tendencia económica, el mutualismo. Fue la primera persona en llamarse a sí mismo anarquista, usando ese término, y es ampliamente considerado como uno de los teóricos más influyentes del anarquismo. Proudhon se convirtió en miembro del Parlamento francés después de la Revolución de 1848, tras lo cual se refirió a sí mismo como federalista.  Proudhon describió la libertad que perseguía como la síntesis de comunidad e individualismo. Algunos consideran que su mutualismo es parte del anarquismo individualista  mientras que otros lo consideran parte del anarquismo social.
Proudhon fue impresor y aprendió latín de forma autodidacta para mejorar la impresión de libros en ese idioma. Su afirmación más conocida es «¡La propiedad es un robo!», contenida en su primera obra importante, ¿Qué es la propiedad? O una investigación sobre el principio de derecho y de gobierno (1840). La publicación del libro atrajo la atención de las autoridades francesas. También atrajo la atención de Karl Marx, quien inició una correspondencia con su autor. Ambos se influyeron mutuamente y se conocieron en París mientras Marx estaba exiliado allí. Su amistad finalmente terminó cuando Marx respondió a «El sistema de las contradicciones económicas o La filosofía de la miseria» de Proudhon con el provocativamente titulado «La miseria de la filosofía». La disputa se convirtió en una de las causas de la división entre las facciones anarquista y marxista de la Asociación Internacional de los Trabajadores. Algunos, como Edmund Wilson, han sostenido que el ataque de Marx a Proudhon tuvo su origen en la defensa que este último hizo de Karl Grün, a quien Marx detestaba profundamente, pero que había estado preparando traducciones de la obra de Proudhon.
Proudhon era partidario de los consejos obreros y las asociaciones obreras o cooperativas, así como de la posesión individual de los trabajadores y campesinos, frente a la propiedad privada o la nacionalización de la tierra y los lugares de trabajo. Consideraba que la revolución social podía lograrse de forma pacífica. Proudhon intentó sin éxito crear un banco nacional, que se financiaría con lo que se convirtió en un intento frustrado de impuesto sobre la renta de capitalistas y accionistas. Similar en algunos aspectos a una cooperativa de crédito, habría concedido préstamos sin intereses. Tras la muerte de su seguidor Mijaíl Bakunin, el socialismo libertario de Proudhon se dividió en anarquismo individualista, anarquismo colectivista, anarcocomunismo y anarcosindicalismo, con defensores notables como Carlo Cafiero, Joseph Déjacque, Peter Kropotkin o Benjamin Tucker.

## Biografía
Nació en Besanzón, en el seno de una familia de artesanos y campesinos. Su padre, Claude Proudhon, era tonelero y cervecero, y consideraba que la cerveza que fabricaba debía venderse por un valor que agregaba al precio de costo, tan solo el salario de su trabajo, ya que «habría creído robar si hubiese cobrado más al comprador». Esta conducta paterna influirá a Pierre-Joseph, en cuya obra se evidenciará esta búsqueda del justo precio como estricta remuneración del trabajo, considerando toda «ganancia» como «ingreso no ganado». Su madre era cocinera y sirvienta. Él mismo trabajó toda su vida manualmente: primero, como guardador de vacas y boyero hasta la edad de 12 años, y después como tonelero, junto a su padre; después, como mozo de labranza, luego, como tipógrafo.
Originario, como Charles Fourier, del Franco Condado, en el que, como dice G. Lefranc, «hasta la revolución de 1789, hubo siervos al servicio de las abadías, pero que desde la Edad Media iba orientándose hacia fórmulas cooperativas, mediante la constitución de fruterías», sus concepciones económicas y sociales tienen una primera y profunda raíz en las observaciones de su infancia sobre el trabajo, la propiedad, la venta, el valor.

### Estudios
Gracias a una beca en 1820 pudo ingresar a estudiar durante algún tiempo en el Colegio de Besançon, pero razones económicas le impidieron concluir allí su bachillerato. A los 19 años ingresó a una importante imprenta de Besanzón, trabajando de corrector, mientras aprendía el arte de la tipografía. Como la casa editorial preparaba una edición de la Biblia, aprovechó la ocasión para aprender el idioma hebreo, nociones de teología y también iniciarse en filología comparada y lingüística. Básicamente se le debe considerar, pues, como a Fourier, un autodidacta. El carácter no sistemático, las contradicciones (reales o aparentes), el vuelo grandioso y el brillante rigor de su estilo son el resultado de su genio, campesino-artesanal, autodidáctica.
Entre 1831 y 1832 hizo un viaje por Francia en busca de trabajo, recorriendo París, Lyon, Neuchâtel (Suiza), Marsella y Tolón. De regreso a Besanzón, el fourierista Just Muiron le ofreció trabajo como redactor jefe del periódico El Imparcial. Durante todo este tiempo no cesó de instruirse y profundizar sus conocimientos de los clásicos como Descartes o Rousseau. Luego de otro breve viaje por Francia, fundó con otros dos socios una pequeña imprenta. La primera obra que Proudhon escribió fue un Ensayo de gramática general (1837), publicado como apéndice a una obra de lingüística del abate Bergier. En 1838 tuvo que cerrar la imprenta por sus dificultades económicas y el suicidio de su socio. El 23 de agosto de ese año obtuvo la beca Suard de la Academia de Besanzón, que le permitió disfrutar durante 3 años de una renta de 1500 francos. En 1839 publicó un trabajo de carácter histórico-sociológico, De la utilidad de celebrar el domingo, que, igual que el primero, no llamó mucho la atención, aunque obtuvo una mención académica. Pero su tercera obra, ¿Qué es la propiedad?, aparecida en 1840, lo hizo repentinamente famoso en París, en Francia y en el mundo. Al año siguiente, en 1841, y luego en 1842, completó las teorías allí expuestas con una Segunda y Tercera memoria. 
En 1843 escribió dos obras importantes: La creación del orden en la humanidad y El sistema de las contradicciones económicas o la Filosofía de la miseria. Esta última dio lugar a una dura respuesta de Marx, quien escribió su La miseria de la filosofía, precisamente un año después de publicada Filosofía de la miseria (1844).
Proudhon conoció a Marx en París; luego de la muerte de Proudhon, Marx escribiría una carta a Herr Schweitzer comentando sobre sus apreciaciones a la obra del francés, la carta concluía:

Proudhon tenía una inclinación natural por la dialéctica. Pero como nunca comprendió la verdadera dialéctica científica, no pudo ir más allá de la sofística. En realidad, esto estaba ligado a su punto de vista pequeño burgués. Al igual que el historiador Raumer, el pequeño burgués consta de «por una parte» y de «por otra parte». Como tal se nos aparece en sus intereses económicos, y por consiguiente, también en su política y en sus concepciones religiosas, científicas y artísticas. Así se nos aparece en su moral y en todas las cosas. Es la contradicción personificada. Y si por añadidura es, como Proudhon, una persona de ingenio, pronto aprenderá a hacer juegos de manos con sus propias contradicciones y a convertirlas, según las circunstancias, en paradojas inesperadas, espectaculares, ora escandalosas, ora brillantes. El charlatanismo en la ciencia y la contemporización en la política son compañeros inseparables de semejante punto de vista. A tales individuos no les queda más que un acicate: la vanidad; como todos los vanidosos, sólo les preocupa el éxito momentáneo, la sensación. Y aquí es donde se pierde indefectiblemente ese tacto moral que siempre preservó a un Rousseau, por ejemplo, de todo compromiso, siquiera fuese aparente, con los poderes existentes.

Tal vez la posteridad distinga este reciente período de la historia de Francia diciendo que Luis Bonaparte fue su Napoleón y Proudhon su Rousseau-Voltaire.

Ahora hago recaer sobre usted toda la responsabilidad por haberme impuesto tan pronto después de la muerte de este hombre el papel de juez póstumo.

Estas apreciaciones, sin embargo, chocan con lo que el propio Marx reconocía años antes a Proudhon en su obra La sagrada familia, donde había escrito:

Todo desarrollo de la economía nacional considera la propiedad privada como hipótesis inevitable; esta hipótesis constituye para ella un factor incontestable que ni siquiera trata de investigar y al cual sólo se refiere accidentalmente, según la ingenua expresión de Say. Proudhon se ha propuesto analizar de un modo crítico la base de la economía nacional, la propiedad privada, y ha sido la suya la primera investigación enérgica, considerable y científica al propio tiempo. En eso consiste el notable progreso científico que ha realizado, progreso que revolucionó la economía nacional, creando la posibilidad de hacer de ella una verdadera ciencia. ¿Qué es la propiedad? de Proudhon tiene para la economía la misma importancia que la obra de Say ¿Qué es el tercer estado? ha tenido para la política moderna.

(...)

Proudhon no solamente escribe en favor de los proletarios, sino que él es también un proletario, un obrero; su obra es un manifiesto científico del proletariado francés.

### Política

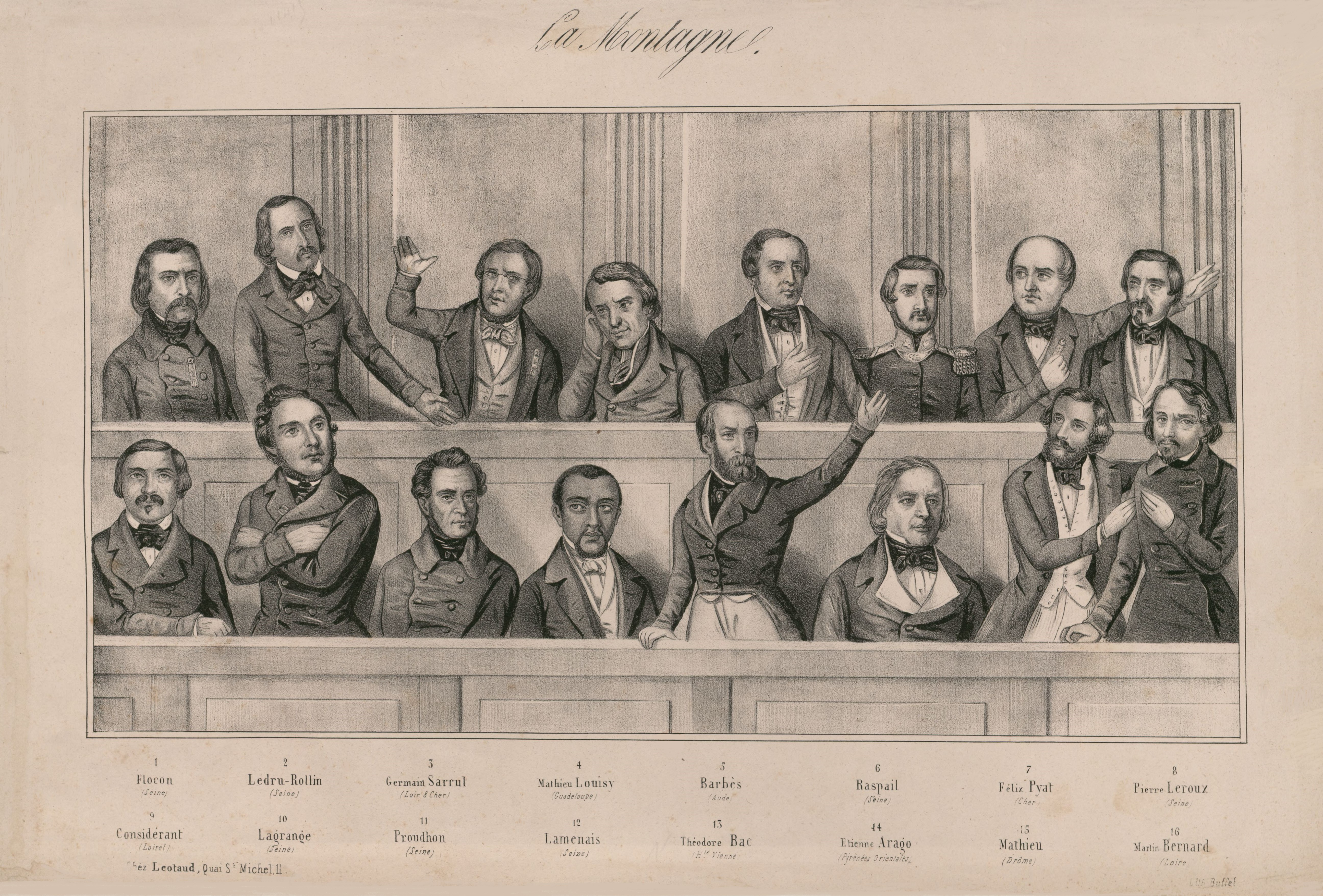
Miembros de La Montaña en la Asamblea Nacional en 1848. Proudhon el tercero a la esquina superior izquierda.

En 1848 Proudhon es elegido diputado a la Asamblea Nacional al proclamarse la Segunda República. En el seno de ese cuerpo legislativo, combate la propuesta del reformista «cuyos talleres nacionales adormecen a los proletarios sin concederles nada de lo esencial». En ese medio republicano-burgués, aparece como un extraño disidente. Él mismo escribe en sus Carnets: 
«Estos diputados se asombran de que yo no tenga cuernos y garras». 
Sin embargo, sus ideas, a través del periódico que publica, Le representant du peuple, llegan a tener entonces gran influencia en los estratos populares de París. Cuando el general Louis-Eugène Cavaignac reprime violentamente la revuelta popular del 23 de junio, 691 de los 693 diputados de la Asamblea aprueban su conducta mientras que Proudhon es uno de los dos que la condena.

### Cárcel, exilio y libros

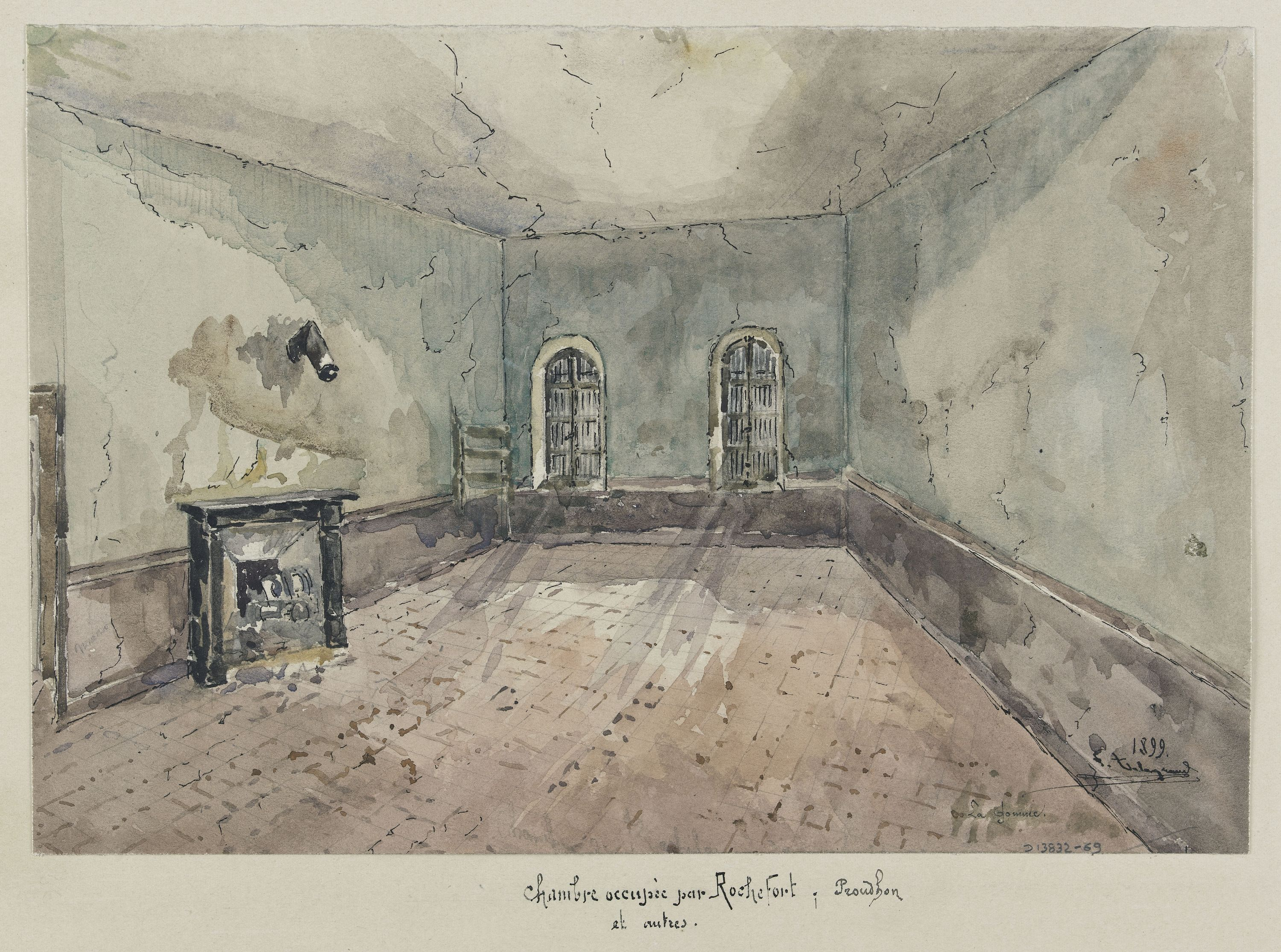
Dibujo de la prisión de Sainte-Pélagie por Jean-Louis Talagrand (1899), una vez ocupada por Proudhon y otros.

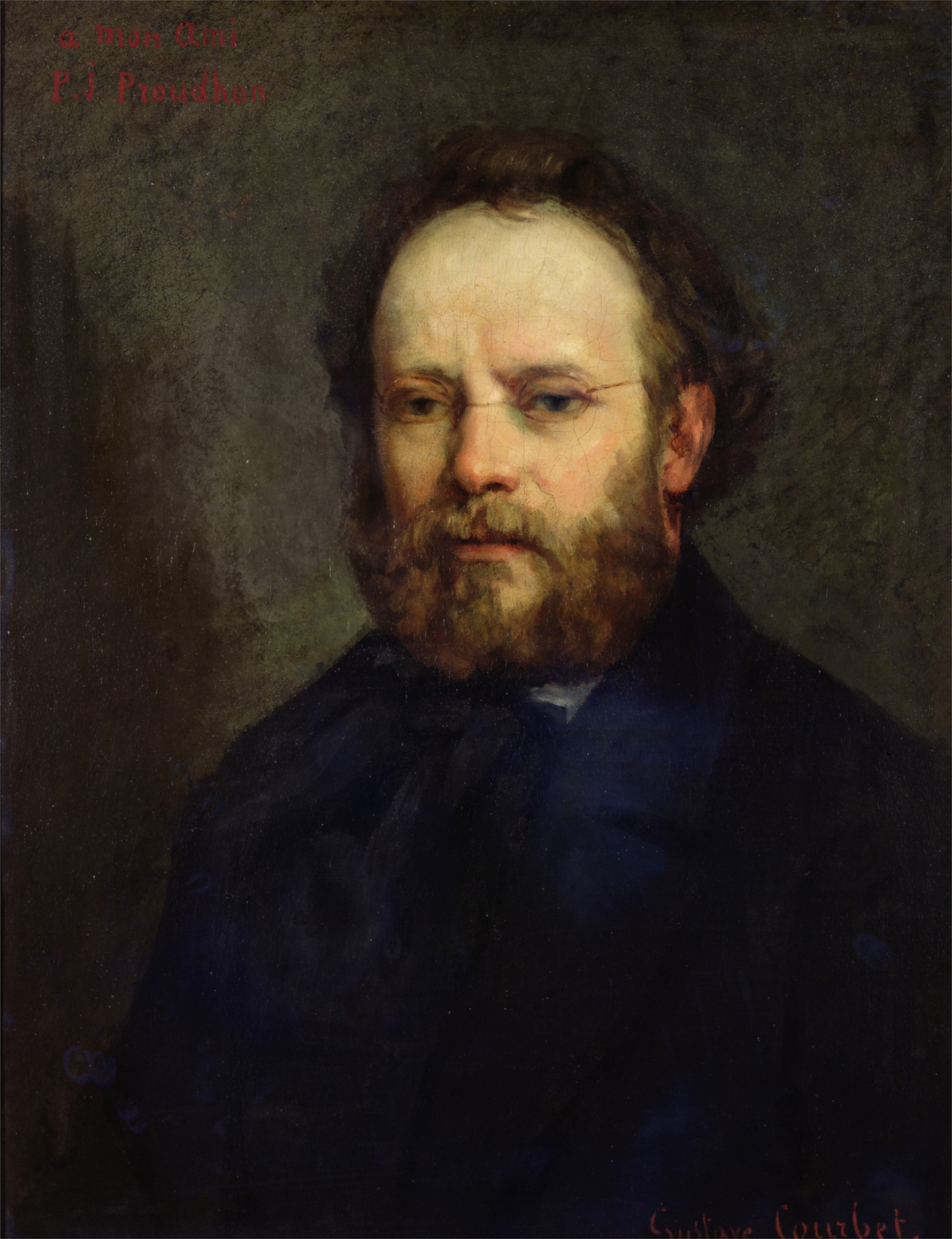
Retrato de Proudhon por Gustave Courbet, 1865.

El 10 de diciembre de aquel mismo año, Luis Napoleón es proclamado Presidente de la República por la Asamblea Nacional. Dos años y medio después este Presidente se convertiría en Emperador, del mismo modo que el primer Napoleón había pasado del Consulado al Imperio.
Proudhon ataca duramente a Luis Napoleón en su periódico La voix du peuple, y lo considera como el peor enemigo del proletariado y del socialismo. Por esta razón es condenado, en 1849, a varios años de cárcel. Huye a Bélgica, donde vive en el anonimato durante un tiempo, ganándose la vida como profesor particular de matemáticas.
En una ocasión, al regresar por motivos privados a Francia, es descubierto, y encerrado en la famosa prisión de Santa Pelagia. Allí se dedica con apasionado fervor al estudio y escribe, entre otros libros, La idea general de la revolución. Mantiene también una nutrida y clandestina correspondencia con muchas figuras de la oposición, y propicia una alianza del proletariado con la clase media para derrocar a Luis Napoleón, actitud que le será reprochada por algunos socialistas, los cuales recordaban que pocos años antes Proudhon había contrapuesto de un modo tajante el proletariado y la burguesía. 
En 1858 escribe, contra el católico Mirecourt, una de sus más extensas e importantes obras histórico-filosóficas: Sobre la Justicia en la Revolución y en la Iglesia, la cual le vale una nueva condena, por su ataque contra la religión del Estado, y un nuevo exilio en Bélgica. Una amnistía le permite retornar a su país, donde en 1863 publica otra de sus obras fundamentales: El Principio federativo. En ella desarrolla ampliamente su concepción del federalismo integral, que pretende no solo descentralizar el poder político y hacer que el Estado central se disgregue en las comunas o municipios, sino también, y ante todo, descentralizar el poder económico y poner la tierra y los instrumentos de producción en manos de la comunidad local de los trabajadores. Este concepto del federalismo es quizá el que mejor resume esa totalidad móvil que es el pensamiento de Proudhon. 
En los últimos dos años de su vida escribe otra obra de gran importancia doctrinal, que influye decisivamente en la formación ideológica de los fundadores de la Primera Internacional: De la capacidad política de la clase obrera, aparecida en 1865.

### Muerte

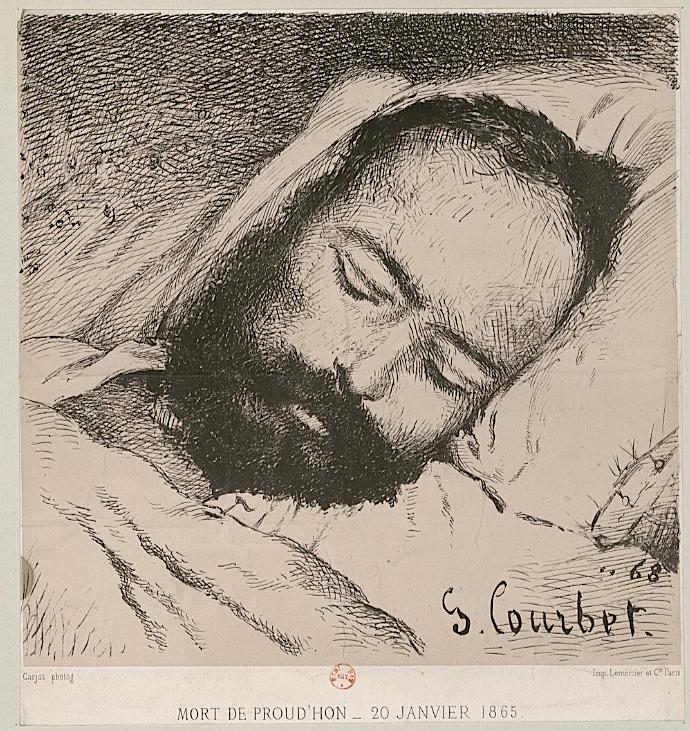
Litografía Proudhon en su lecho de muerte, titulada Mort de Proud'hon de Courbet a partir de una fotografía realizada por Étienne Carjat el 19 de enero de 1865.

Proudhon murió en Passy, el 19 de enero de 1865 siendo enterrado en París, en el cementerio de Montparnasse.

## Pensamiento
El pensamiento de Proudhon parte, ante todo, de la filosofía de la Ilustración. Los empiristas ingleses (Locke, David Hume, etc.) y los enciclopedistas franceses, como Voltaire, Helvetius, y particularmente Diderot, son con frecuencia el presupuesto tácito o explícito de sus desarrollos doctrinales. Ataca duramente a Rousseau (como antes Godwin y después Bakunin), pero toma de este algunas de sus ideas básicas.
También influyen sobre Proudhon las agudas críticas de los socialistas utópicos, como Saint-Simon y Fourier, aunque nadie más renuente que él a las construcciones ideales y al trazado de brillantes cuadros futurísticos.

### La propiedad es un robo
Pierre Joseph Proudhon pronunció su célebre frase "¡La propiedad es un robo!" en un tiempo en que muchos franceses se sentían frustrados por los resultados de las revoluciones de las décadas anteriores. Cuando publicó ¿Qué es la propiedad? habían pasado diez años de la Revolución de 1830 que acabó con los Borbones. Se esperaba que la nueva monarquía de julio hiciese realidad los ideales de libertad e igualdad de la Revolución de 1789. Sin embargo, hacia 1840, el conflicto de clases se había extendido, con una élite enriquecida junto a un pueblo que seguía en la pobreza. Muchos vieron que el resultado de tanta lucha no había sido la libertad y la igualdad, sino una corrupción y desigualdad crecientes. 

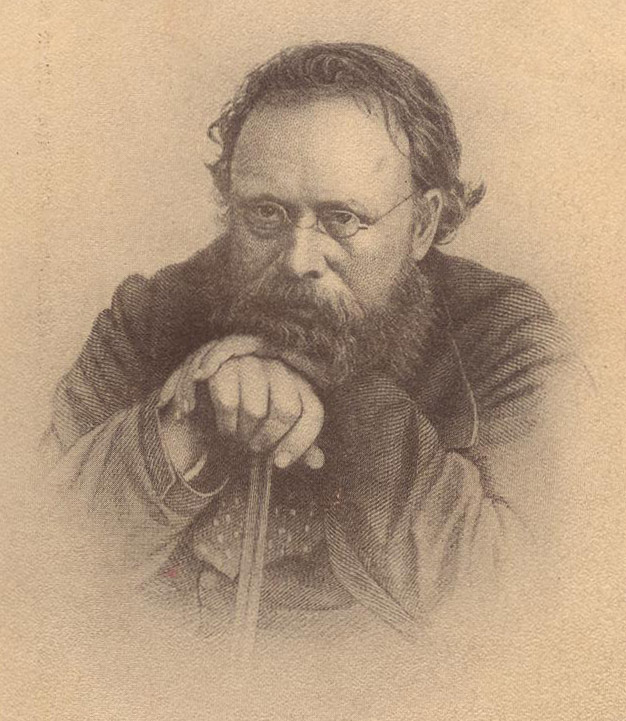
"La caída y la muerte de las sociedades se debe al poder de acumulación que se posee la propiedad." Pierre-Joseph Proudhon

Proudhon sostuvo que los derechos a la libertad, la igualdad y la seguridad eran naturales, absolutos e inviolables y formaban el sustrato mismo de la sociedad. Pero también añadió que no pasaba lo mismo con el aparente derecho a la propiedad, al contrario que Locke. De hecho, en opinión de Proudhon, la propiedad socavaba los derechos fundamentales anteriormente mencionados: Así como la libertad de los ricos y la de los pobres pueden coexistir, los ricos tienen propiedades a costa de la carencia de muchos. Así pues, la propiedad es intrínsecamente antisocial. Y ese era el principal problema de la clase trabajadora y de los movimientos socialistas que surgían en la Europa del siglo XIX, por lo que la contundente declaración de Proudhon fue el fermento revolucionario de la época.
Yo creo que ni el trabajo, ni la ocupación, ni la ley, pueden engendrar la propiedad, pues ésta es un efecto sin causa. ¿Se me puede censurar por ello? ¿Cuántos comentarios producirán estas afirmaciones?
¡La propiedad es un robo! ¡He aquí el toque de rebato del 93! ¡La turbulenta agitación de las revoluciones!...
- Proudhon, ¿Qué es la propiedad? (1840)

### La dialéctica serial
La dialéctica serial o equilibrio de fuerzas es un método lógico y una noción filosófica que afirma que las antinomias (tesis y antítesis) no se resuelven por medio una síntesis superadora de ambas, y en cambio se complementan mutuamente generando un equilibrio sin perder cada una su autonomía y contradicción de la otra.
Esta noción dialéctica, originada por Proudhon en sus observaciones del pluralismo de la naturaleza o de la sociedad, se prolonga a la economía y la política, especialmente en torno al concepto de principio federativo del anarquismo. Proudhon no acepta la absolutización aislada de un elemento de la realidad social cuya verdad sólo puede aprehenderse dentro de sus relaciones dialécticas con los demás elementos integradores de aquella.

### Principio Federativo
El principio federativo o federalismo social es un concepto desarrollado por Proudhon en el libro homónimo de 1863. Un tratado sobre la unión de comunidades autogobernadas y soberanías a través de diferentes niveles de federaciones y confederaciones locales, comarcales, regionales o nacionales de tal manera que el poder político se distribuye y fluye de lo particular hacia lo general, es decir, de la base que es la comuna a la confederación máxima con el propósito de evitar el centralismo de poderes.

## Posiciones controversiales

### La pornocraciay su concepción de la mujer

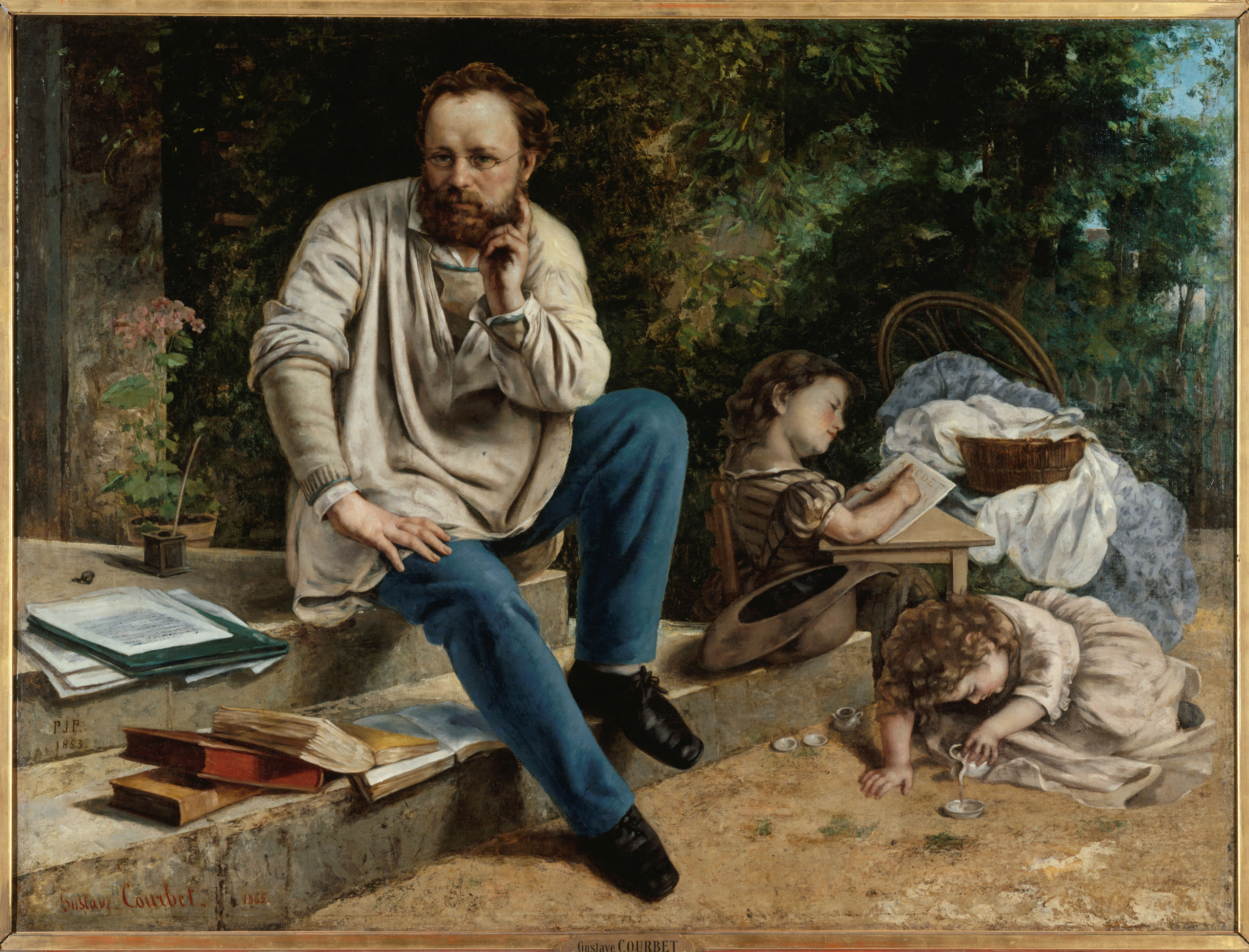
Pierre-Joseph Proudhon y sus hijas por Gustave Courbet, 1865.

Proudhon fue un importante detractor del acceso de las mujeres a la educación y de su deseo de participar en la vida pública, declarando la inferioridad física e intelectual de la mujer. Consideraba que el papel clave de la mujer estaba en el hogar donde prevalecía la autoridad del varón. Así escribe en su libro La pornocracia, o las mujeres en los tiempos modernos (1875)  
Digo que el reinado de la mujer está en la familia; que la esfera de su irradiación es el domicilio conyugal; que de esta suerte el hombre, en quien la mujer debe amar no la belleza, sino la fuerza, desarrollará su dignidad, su individualidad, su carácter, su heroísmo y su justicia 
Proudhon posee una visión conservadora de los roles de los sexos, y remarca cómo ambos sexos se necesitan para ser felices. Así escribe en 1846 en La filosofía de la miseria: 
La casa es la primera cosa con que sueña la joven, y los que hablan de atracción y quieren suprimir el gobierno de la casa, deberían explicar esta depravación del instinto del sexo. Por mi parte, (...) menos me explico el destino de la mujer fuera de la familia y del hogar. Cortesana o ama de llaves (ama de llaves digo, y no criada); yo no veo término medio; pero... ¿qué tiene de humillante esta alternativa? ¿En qué la misión de la mujer, encargada de la dirección de la casa, de todo lo que se refiere al consumo y al ahorro, es inferior a la del hombre, cuya función propia es la dirección del taller, es decir, el gobierno de la producción y del cambio? El hombre y la mujer se necesitan mutuamente como los dos principios constitutivos del trabajo: el matrimonio, en su dualidad indisoluble, es la encarnación del dualismo económico que se expresa con los términos generales, consumo y producción. Para este objeto se arreglaron las aptitudes de los sexos; el trabajo para el uno, el gasto para el otro; y... ¡desgraciada unión aquella en que una de las partes falta a su deber! ¡La felicidad que se habían prometido los esposos, se cambiará en dolor y en amargura, y sólo podrán acusarse a sí mismos!... Si sólo existiesen mujeres en el mundo, vivirían reunidas como una compañía de tórtolas; si no hubiese más que hombres, no tendrían motivo alguno para elevarse sobre el monopolio y renunciar al agiotaje; se los vería a todos, amos o criados, rodeando la mesa de juego o encorvados bajo el yugo del trabajo. Pero el hombre es varón y hembra, y de aquí la necesidad de la casa y de la propiedad. Que los dos sexos se unan, y al instante, de esta unión mística, la más asombrosa de todas las instituciones humanas, nace la propiedad y la división del patrimonio común en soberanías individuales. El hogar: he ahí, en el orden económico, el más deseado de todos los bienes para la mujer; la propiedad, el taller, el trabajo por su cuenta: he ahí lo que el hombre ambiciona más, después de la mujer. Amor y matrimonio, trabajo y hogar, propiedad y domesticidad: todos estos términos son equivalentes.
Su posición generó numerosas reacciones en defensa de los derechos de las mujeres incluso desde las propias filas del anarquismo, como en el caso de Joseph Déjacque  o André Léo, respondiendo a las tesis de Proudhon, demostraron hasta qué punto los ámbitos políticos y privados estaban indisociablemente ligados y afirmaron que no se puede uno considerar anarquista si no es feminista señala Caoline Ganier en Le Monde Libertaire y explica cómo en una carta dirigida a Proudhon en mayo de 1857, Déjacque demuestra cómo Proudhon, al negar los derechos de las mujeres, se muestra "igual que sus amos".
La escritora feminista Jenny d'Héricourt, quien en 1848 recibió un grado de medicina homeopática en la Universidad de París también polemizó con él y argumentó que es falso que la naturaleza hiciera al hombre racional y a la mujer emocional y que es la educación y la moral las que los hizo así, en su obra La Femme affranchie, réponse à MM. Michelet, Proudhon, É. de Girardin, Legouvé, Comte et autres novateurs modernes de 1860.  
En el primer número del periódico L'Opinion des Femmes, publicado el 28 de enero de 1849 la periodista y política Jeanne Deroin firma una "Carta a M. Proudhon" en la que le pide que reconsidere su posición dado que «ninguna reforma seria puede lograrse de manera duradera sin la aplicación de gran principio del derecho de las mujeres a la igualdad civil y política».
Elvira López (1901) afirma que Proudhon tuvo que compartir con Clemencia Roger un premio de Economía Política en la Universidad de Lausana, hecho que seguramente no debió haber sido de agrado ya que no confirmaba sus apreciaciones sino todo lo contrario.

### Protofascismo
Si bien durante mucho tiempo se le consideró uno de los padres fundadores del anarquismo y parte de la izquierda francesa, algunos autores han intentado vincular a Proudhon con la extrema derecha. Fue usado por primera vez como referente en el Círculo Proudhon, una asociación de derecha fundada en 1911 por Georges Valois y Edouard Berth. Ambos habían sido reunidos por el sindicalista Georges Sorel, pero tenderían hacia una síntesis de socialismo y nacionalismo, mezclando el mutualismo de Proudhon con el nacionalismo integralista de Charles Maurras. En 1925, Georges Valois fundó Le Faisceau, la primera liga fascista, que tomó su nombre de los fascios de Benito Mussolini. Zeev Sternhell, historiador del fascismo, en particular de los fascistas franceses, señaló este uso de Proudhon por parte de la extrema derecha:

[T]he Action Française [...] from its inception regarded the author of La philosophie de la misère as one of its masters. He was given a place of honour in the weekly section of the journal of the movement entitled, precisely, 'Our Masters.' Proudhon owed this place in L'Action française to what the Maurrassians saw as his antirepublicanism, his anti-Semitism, his loathing of Rousseau, his disdain for the French Revolution, democracy, and parliamentarianism: and his championship of the nation, the family, tradition, and the monarchy.
La Action française [...] desde sus inicios consideró al autor de La filosofía de la miseria como uno de sus maestros. Se le concedió un lugar de honor en la sección semanal de la revista del movimiento, titulada, precisamente, «Nuestros Maestros». Proudhon debía este lugar en L'Action française a lo que los maurrasianos consideraban su antirrepublicanismo, su antisemitismo, su aversión a Rousseau, su desprecio por la Revolución francesa, la democracia y el parlamentarismo, y su defensa de la nación, la familia, la tradición y la monarquía..

En respuesta, K. Steven Vincent afirma que «argumentar que Proudhon era un protofascista sugiere que nunca se han analizado seriamente sus escritos».  Proudhon ejerció una gran influencia en el movimiento socialista, tanto anarquista como no anarquista. En los Estados Unidos, Proudhon ejerció influencia en sectores progresistas radicales y líderes sindicales, entre ellos anarquistas individualistas como Joseph Labadie, Dyer Lum o Benjamin Tucker. En Francia, la influencia de Proudhon en el socialismo francés, incluida la Comuna de París, fue sobrepasada por el socialismo marxista solo hasta comienzos del siglo XX. Los proudhonistas constituían una importante facción francesa en la Primera Internacional, y su pensamiento influyó profundamente en el debate en los círculos socialistas franceses y belgas mucho antes del Círculo Proudhon. George Woodcock afirmó que «Sorel, cuyas ideas se desarrollaron con mayor profundidad en sus Reflexiones sobre la violencia, no tenía una conexión directa con el movimiento sindicalista y fue repudiado».
El anarquista Albert Meltzer ha argumentado que, aunque Proudhon usó el término anarquista, él mismo no lo era y que nunca participó en «actividad o lucha anarquista», sino más bien en «actividad parlamentaria».  En 1945, J. Salwyn Schapiro escribió un artículo titulado Pierre Joseph Proudhon, precursor del fascismo, con el objeto de demostrar que Proudhon «era un precursor de ideas fascistas».  Una refutación al artículo de Schapiro, escrita por el antifascista italiano Nicola Chiaromonte, se publicó ya en enero de 1946.  En 2021, el anarquista y especialista en la obra de Proudhon, Iain McKay, publicó una crítica detallada de las afirmaciones de Schapiro.  En su estudio sobre la relación entre el pensamiento de Proudhon y la ideología del Tercer Reich, el historiador Frédéric Krier concluyó que, a pesar de algunas similitudes, elementos importantes de su pensamiento, como su defensa del federalismo o su crítica del nacionalismo y el cesarismo, también contradecían esto claramente.
Varios otros estudiosos de la obra de Proudhon han rechazado explícitamente la idea de que Proudhon pudiera razonablemente ser considerado un fascista.

### Antisemitismo
Stewart Edwards, editor de Escritos selectos de Pierre-Joseph Proudhon, señala que «los diarios de Proudhon (Carnets, ed. P. Haubtmann, Marcel Rivière, París, 1960 hasta la fecha) revelan que albergaba sentimientos casi paranoicos de odio contra los judíos. En 1847, Proudhon consideró publicar un artículo contra la raza judía, a la que dijo «odiar». El artículo propuesto habría «exigido la expulsión de los judíos de Francia». Habría declarado: «El judío es el enemigo de la raza humana. Esta raza debe ser devuelta a Asia o exterminada. H. Heine, A. Weil y otros son simplemente espías secretos; Rothschild, Crémieux, Marx, hombres viles, malvados, coléricos, envidiosos y amargados que nos odian». Proudhon diferenció su antisemitismo del de la Edad Media, presentándolo como cuasicientífico: «Lo que los pueblos de la Edad Media odiaban por instinto, yo lo odio reflexiva e irrevocablemente».
En 1945, J. Salwyn Schapiro argumentó que Proudhon era racista, «un glorificador de la guerra por la guerra misma» y que su «defensa de la dictadura personal y su elogio del militarismo difícilmente tengan par en los escritos reaccionarios de su época o de la nuestra».  Otros académicos han rechazado las afirmaciones de Schapiro. Robert Graham afirma que, si bien Proudhon era personalmente racista, «el antisemitismo no formaba parte de su programa revolucionario».
En una introducción a las obras de Proudhon titulada ¡La propiedad es un robo! Una antología de Pierre-Joseph Proudhon, Iain McKay, advierte a los lectores diciendo que «esto no quiere decir que Proudhon careciera de defectos, pues tenía muchos»  y añade la siguiente nota:

He was not consistently libertarian in his ideas, tactics and language. His personal bigotries are disgusting and few modern anarchists would tolerate them—namely, racism and sexism. He made some bad decisions and occasionally ranted in his private notebooks (where the worst of his anti-Semitism was expressed). While he did place his defence of the patriarchal family at the core of his ideas, they are in direct contradiction to his own libertarian and egalitarian ideas. In terms of racism, he sometimes reflected the less-than-enlightened assumptions and prejudices of the nineteenth century. While this does appear in his public work, such outbursts are both rare and asides (usually an extremely infrequent passing anti-Semitic remark or caricature). In short, "racism was never the basis of Proudhon's political thinking" (Gemie, 200–201) and "anti-Semitism formed no part of Proudhon's revolutionary programme." (Robert Graham, "Introduction", General Idea of the Revolution, xxxvi) To quote Proudhon: "There will no longer be nationality, no longer fatherland, in the political sense of the words: they will mean only places of birth. Man, of whatever race or colour he may be, is an inhabitant of the universe; citizenship is everywhere an acquired right." (General Idea of the Revolution, 283)
No fue consistentemente libertario en sus ideas, tácticas o lenguaje. Sus intolerancias personales son repugnantes y pocos anarquistas modernos las tolerarían, en concreto, el racismo y el sexismo. Tomó algunas malas decisiones y ocasionalmente despotricaba en sus cuadernos privados (donde se expresaba lo peor de su antisemitismo). Si bien situó su defensa de la familia patriarcal en el centro de sus ideas, estas contradicen directamente sus propias ideas libertarias e igualitarias. En cuanto al racismo, a veces reflejó las suposiciones y prejuicios poco ilustrados del siglo XIX. Si bien esto ciertamente aparece en su obra pública, tales arrebatos son a la vez poco frecuentes y secundarios (normalmente un comentario o caricatura antisemita pasajeros extremadamente infrecuentes). En resumen, «el racismo nunca fue la base del pensamiento político de Proudhon» (Gemie, 200-201) y «el antisemitismo no formó parte alguna de su programa revolucionario». (Robert Graham, «Introducción», Idea general de la revolución, xxxvi). Para citar a Proudhon: «Ya no habrá nacionalidad, ni patria, en el sentido político de las palabras: solo significarán lugares de nacimiento. El hombre, sea cual sea su raza o color, es un habitante del universo; la ciudadanía es en todas partes un derecho adquirido». (General Idea of the Revolution, 283)

## Discusiones entre Marx y Proudhon

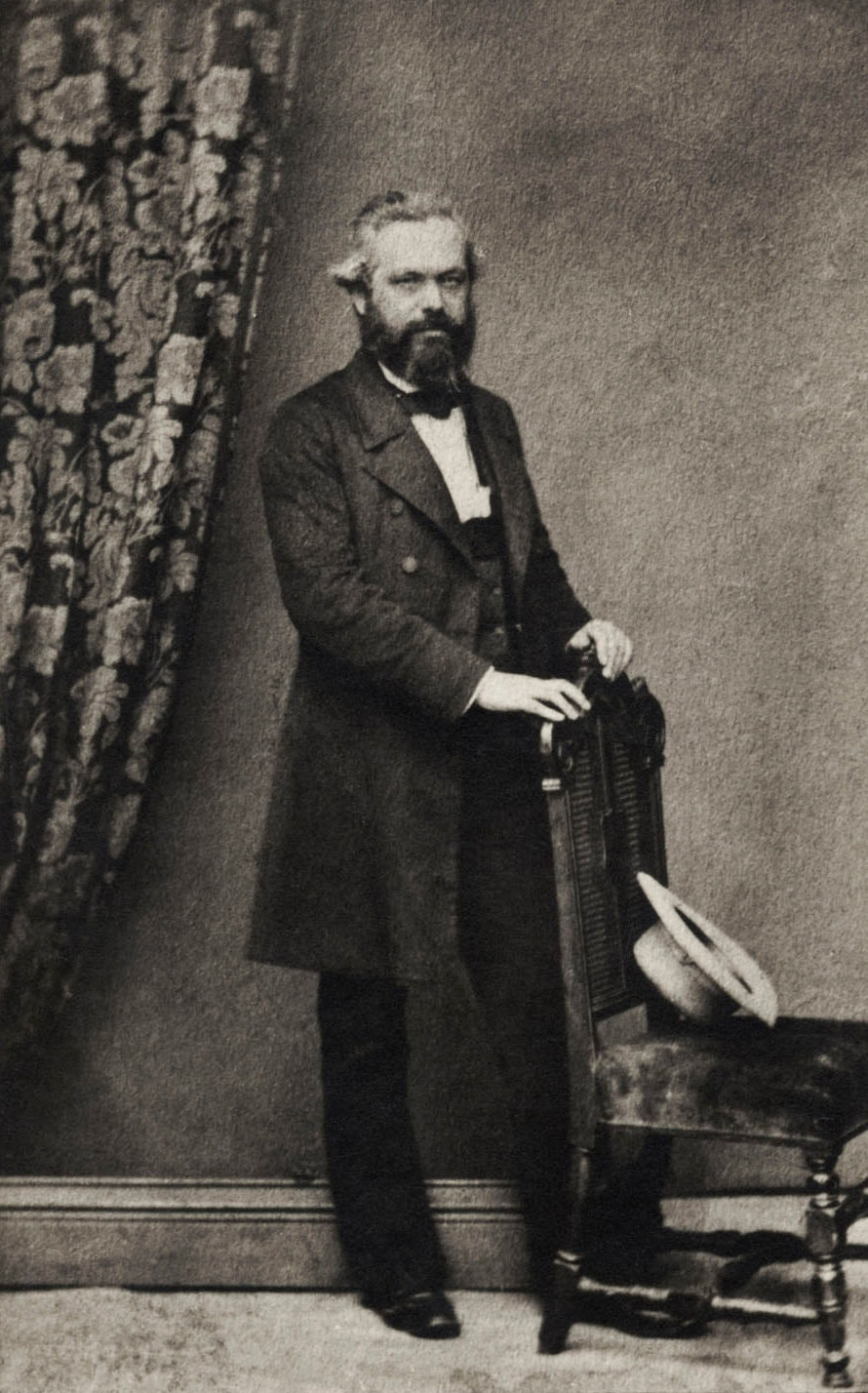
Karl Marx en 1861.

Las cordiales relaciones entre Proudhon y Marx no duraron mucho. Marx, que rompió con cuantos lo precedieron, quiso atacar, en cierto momento, al alemán Grün, representante del llamado «verdadero socialismo», y quiso arrastrar consigo a Proudhon, el cual, lo mismo que Bakunin, no se prestó a ello. He aquí lo que en tal ocasión escribe el «padre del socialismo francés» al «padre del socialismo alemán»:  
Después de haber demolido todos los dogmas a priori, no caigamos, a nuestra vez, en la contradicción de vuestro compatriota Lutero; no pensemos también nosotros en adoctrinar al pueblo; mantengamos una buena y leal polémica. Demos al mundo el ejemplo de una sabia y previsora tolerancia, pero, dado que estamos a la cabeza del movimiento, no nos transformemos en jefes de una nueva intolerancia, no nos situemos como apóstoles de una nueva religión, aunque ésta sea la religión de la lógica. 
Marx ataca a Proudhon cuando este publica su Sistema de las contradicciones económicas en La miseria de la filosofía, tres o cuatro años después de haberlo alabado por su ¿Qué es la propiedad?
El señor Proudhon tiene la desgracia de verse incomprendido de singular manera en Europa. En Francia se le reconoce el derecho de ser un mal economista, porque tiene fama de ser un buen filósofo alemán. En Alemania se le reconoce el derecho de ser un mal filósofo, porque tiene fama de ser un economista trances de los más fuertes. En nuestra calidad de alemán y de economista a la vez, hemos querido protestar contra este doble error. 
Proudhon no podía ir más allá de la respuesta de Jacques Pierre Brissot a ¿Qué es la propiedad?: «La propiété c'est le vol». Pero «el "robo" como violación de la propiedad, presupone la propiedad» y «Proudhon se enredó en toda clase de sutiles razonamientos, oscuros hasta para él mismo, sobre la verdadera propiedad burguesa». Para Marx, Proudhon «comparte las ilusiones de la filosofía especulativa» al «exponer dialécticamente el sistema de las categorías económicas». En lugar de considerarla «como expresiones teóricas de relaciones de producción formadas históricamente [...] las convierte en un modo absurdo en ideas eternas, existentes de siempre, y cómo, después de dar este rodeo, retorna al punto de vista de la Economía burguesa». «En lugar de las insolubles "antinomias" de Kant, ahora tenía que aparecer la "contradicción" hegeliana como medio de desarrollo». Marx coloca Proudhon con los socialista utópicos Henri de Saint-Simon y Charles Fourier por criticar y querer abolir «la propiedad». Proudhon «critica la sociedad a través del prisma y con los ojos del campesino parcelario francés (más tarde del petit bourgeois), y de otra, le aplica la escala que ha tomado prestada a los socialistas».
Proudhon tenía una inclinación natural por la dialéctica. Pero como nunca comprendió la verdadera dialéctica científica, no pudo ir más allá de la sofística. En realidad, esto estaba ligado a su punto de vista pequeñoburgués. [...] Es la contradicción personificada.
Bakunin escribió:
Proudhon, a pesar de todos sus esfuerzos por deshacerse de la tradición del idealismo clásico, siguió siendo durante toda su vida un idealista incorregible, inmerso en la Biblia, en el derecho romano y en la metafísica. Su gran desgracia fue que nunca había estudiado las ciencias naturales ni se había apropiado de su método. Tenía instintos de genio y vislumbró el camino correcto, pero obstaculizado por sus patrones de pensamiento idealistas, siempre cayó en los viejos errores. [...] Marx como pensador está en el camino correcto. [...] Por otra parte, Proudhon comprendía y sentía la libertad mucho mejor que él.
Para muchos marxistas, Proudhon es un ideólogo de la pequeña burguesía, y particularmente de las clases artesanas y campesinas. Los proudhonianos responden a esto recordando los orígenes de Proudhon como trabajador manual. Algunos autores como Jean Touchard, en su Historia de las ideas políticas, prefieren definir al proudhonismo como «un socialismo para artesanos»; otros han hablado de «un socialismo para campesinos». Los proudhonianos responden a esto diciendo que tales definiciones solo pueden aceptarse si se tiene en cuenta que, en el momento en que Proudhon pensaba y escribía, la mayoría de los trabajadores asalariados eran artesanos y agricultores más que obreros industriales. También hay quienes han optado llamarlo como Léon Bourgeois, «padre del socialismo francés», como con Stekloff, «padre del anarquismo» y como Dolléans, «gran filósofo y tribuno de la plebe europea».

## Principales obras
- ¿Qué es la propiedad? (1840)
- De la creación del orden en la humanidad ó principios de organización política. (1843) Traducción de Marcial Busquets
- Sistema de contradicciones económicas o Filosofía de la Miseria. (1846)
- Idea general de la revolución en el siglo XIX (1851)
- El manual del especulador de la Bolsa (1853)
- De la justicia en la Revolución y en la Iglesia (1858)
- La Guerra y la Paz (1861)
- El principio federativo. (1863)
- De la capacidad política de la clase obrera. (1865)
- Teoría de la Propiedad. (1866)
- Del principio del arte y su destino social. (1875)
- La Pornocracia, o las mujeres en los tiempos modernos. (1875)
- Correspondences (1875)
- Amor y matrimonio. (1876)
- Cesarismo y cristianismo. (1883)
- Jesús y los orígenes del cristianismo. (1896)
- Comentarios sobre las memorias de Fouché. (1900)